# Георгадзе, Джемал Мемедович
Джемал Мемедович Георгадзе (1925 год, село Бобоквати, Кобулетский район, АССР Аджаристан, ССР Грузия — 1996 год, село Бобоквати, Кобулетский муниципалитет, Грузия) — колхозник колхоза имени Молотова Кобулетского района, Аджарская АССР, Грузинская ССР. Герой Социалистического Труда (1949).

## Биография
Родился в 1925 году в крестьянской семье в селе Бобоквати Кобулетского района (сегодня — Кобулетский муниципалитет). Окончил местную сельскую школу. С 1941 года трудился на чайной плантации в колхозе имени Молотова (с 1956 года — колхоз села Бобоквати) Кобулетского района.
В 1948 году собрал 7359 килограмм сортового зелёного чайного листа на участке площадью 0,5 гектара. Указом Президиума Верховного Совета СССР от 29 августа 1949 года удостоен звания Героя Социалистического Труда за «получение высоких урожаев сортового зелёного чайного листа и цитрусовых плодов в 1948 году» с вручением ордена Ленина и золотой медали «Серп и Молот» (№ 4623).
Этим же указом звания Героя Социалистического Труда были награждены звеньевые Мамуд Джемалович Гогитидзе, Наргула Скендеровна Махарадзе, колхозницы Айше Кемаловна Гогитидзе, Гули Османовна Джинджарадзе, Вардо Мурадовна Концелидзе, Назико Джемаловна Концелидзе, Бедрие Османовна Махадзе, Бесире Сулеймановна Немсадзе и Кевсер Хасановна Шамилишвили.
За выдающиеся трудовые достижения по итогам работы в 1949 году был награждён вторым Орденом Ленина. В последующие годы руководил звеном чаеводов.
После выхода на пенсию проживал в родном селе Бобоквати Кобулетского района. Скончался в 1996 году.
Награды
- Герой Социалистического Труда
- Орден Ленина — дважды (1949; 19.07.1950)